# Schlacht um Buchara

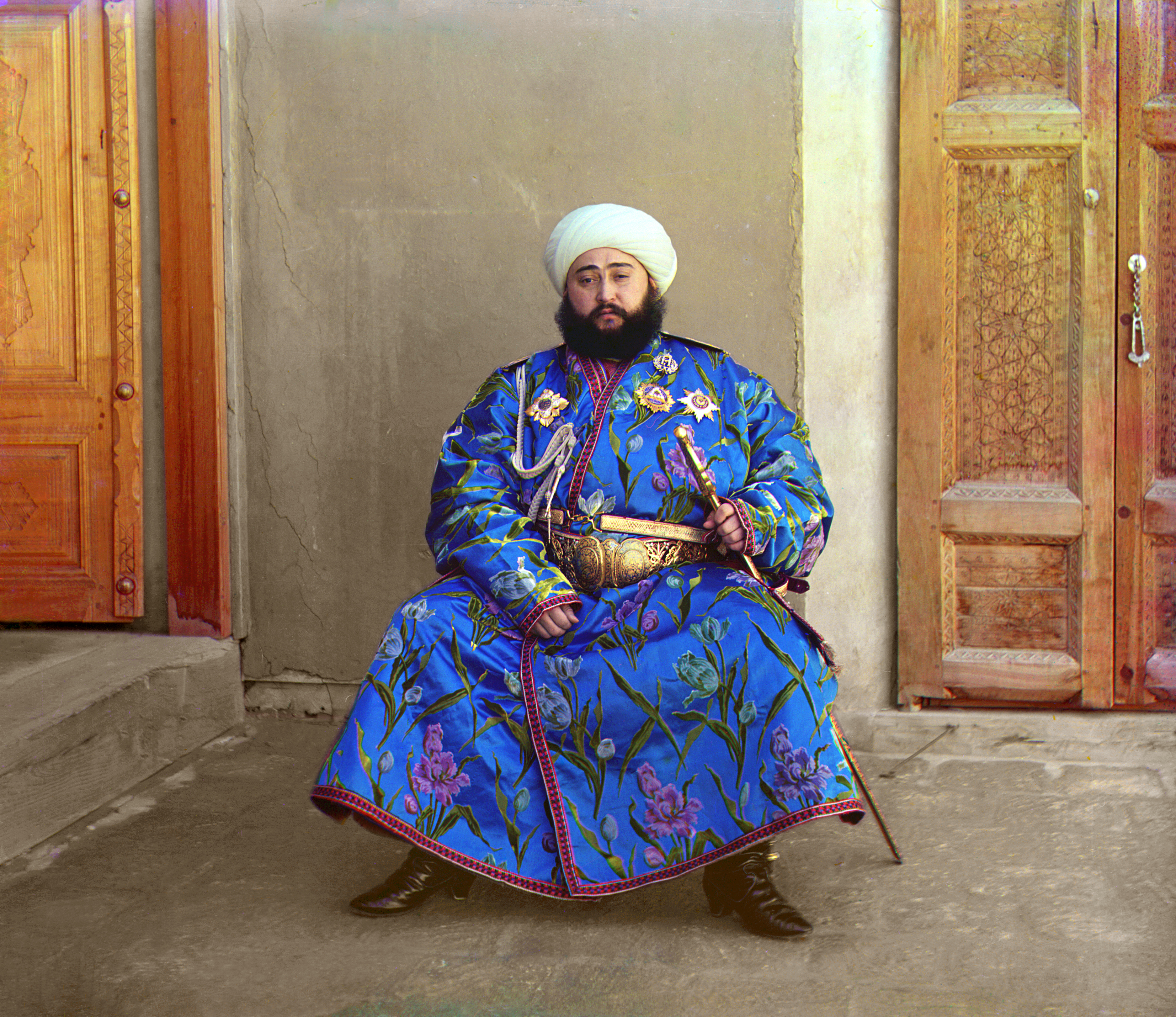
Alim Khan, der letzte Emir

Die Schlacht um Buchara war im Russischen Bürgerkrieg eine Auseinandersetzung zwischen den Truppen des jungen Sowjetrusslands und denen des Emirats Buchara – sie fand vom 28. August bis 2. September 1920 bei Buchara statt.

## Vorgeschichte
Der Emir von Buchara saß innenpolitisch zwischen zwei Stühlen: Dem allgegenwärtigen Einfluss der Geistlichkeit und der russischen Oktoberrevolution 1917, einschließlich im Ausland ausgebildeter Reformkräfte. Im April 1917 trat in Taschkent ein Kongress der Muslime Turkestans zusammen, um über die Zukunft Mittelasiens zu beraten.
Das Sowjetkommissariat unter Fjodor Kolessow befohl 1918 den Angriff auf Buchara. Aber trotz sowjetischrussischer Erfolge, wie der Plünderung der zweiten Schatzkammer des Emirs bei Eroberung einer Festung, wurde der Angriff am 25. März 1918 abgebrochen, Kolessow fürchtete den von der Geistlichkeit propagierten allgemeinen Aufstand.
Im Inneren organisierte vor allem Fajzullah Chodscha, ein radikaler Reformer mit ausgezeichneten Kontakten zu den Sowjets und zweitreichster Mann Bucharas (nach dem Emir) den Widerstand gegen den Emir. Er beabsichtigte kulturelle und soziale Reformen.
Michail Frunse zwang die relativ kleine Bucharische Kommunistische Partei dazu, mit der Bewegung der Jungbucharer zusammenzuarbeiten. Politiker beider Seiten agierten fortan unter dem Banner der Bucharischen Kommunistischen Partei.

## Die Schlacht
1920 griff die von Chodscha geführte, eher unbedeutende „Kommunistische Partei von Buchara“ zu den Waffen und bat am 29. August 1920 die Sowjets um Hilfe, die sich zur Unterstützung der „Werktätigen des Emirats“ eilten. Michail W. Frunse sandte 7.000 Mann Infanterie, 2.500 Mann Kavallerie, 5 Panzerzüge, 40 Geschütze und 11 Flugzeuge nach Buchara, die „Kommunisten“ des Emirats verfügten angeblich über 5.000 Mann Infanterie und 2.000 Mann Kavallerie. 
Auf Seiten des Emirs standen rund 30.000 Kämpfer, die meisten davon schlecht ausgerüstet. Darunter waren auch einige deutsche sowie österreichisch-ungarische frühere Kriegsgefangene, einige vormalige britisch-indische Soldaten der Mesopotamien-Kampagne, eine Reihe weißgardistischer Offiziere und einige Kosaken.
In der Schlacht um Buchara am 28. August 1920 trafen die Truppen beider Seiten aufeinander. Die Kämpfe dauerten bis zum 2. September, der Emir verlor und floh nach Afghanistan.

## Volksrepublik Buchara
Am 18. Oktober 1920 wurde die Sozialistische Volksrepublik Buchara ausgerufen, Fajzullah Chodscha nahm für sich den Titel des „Vorsitzenden des Ministerrates“ in Anspruch. Der Regierung fehlten aber die Kader für die Umsetzung von Reformen, sie musste sich auf die alten Eliten des Emirs stützen, die entsprechend wenig an den Reformen interessiert waren. Dazu kam die Angst, nicht die religiösen und gesellschaftlichen Traditionen zu verletzen. So verlor die Regierung die Unterstützung der armen Bevölkerungsschichten wieder.
Im Osten des Landes sammelte der gestürzte Emir Said Alim Khan mit britischer Hilfe Kämpfer gegen die Sowjets, wurde aber von der Roten Armee Anfang 1921 wieder nach Afghanistan vertrieben.
Ende 1921 überschritten seine Anhänger erneut die Grenze und verbündeten sich mit den Basmatschen und Enver Pascha. Enver, von Alim Khan zum „Oberbefehlshaber der Streitkräfte des Islam und Statthalter des Emirs von Buchara“ ernannt, eroberte Duschanbe und besetzte ganz Ost-Buchara (Tadschikistan), wurde aber im Sommer 1922 von den Sowjets geschlagen und fiel im Kampf.
Am 4. März 1921 war die Volksrepublik Buchara in einem Bündnisvertrag zwischen Buchara und der Sowjetunion als unabhängig anerkannt worden.